# Академија наука и умјетности Републике Српске
Академија наука и умјетности Републике Српске (АНУРС) је највиша научна, културна, радна и репрезентативна установа у Републици Српској. Задатак ове академске институције је да развија, унапређује и подстиче научну и умјетничку дјелатност. Академија је установа од посебног националног интереса за Републику Српску.
Председник Академије је академик Драгољуб Мирјанић, потпредседници су академици Миливоје Унковић и Душко Вулић, а генерални секретар је академик Есад Јакуповић. Поред наведених, председништво Академије чине и академик Рајко Кузмановић, академик Бранко Шкундрић.
Академија у свом саставу има четири главна одјељења, одборе, центре и институте у којима ради око 150 научника.
Сједиште Академије наука и умјетности Републике Српске се налази на Тргу српских владара 2/II, у Бањалуци.

## Историја

### Оснивање
Народна скупштина Републике Српске је 1993. године донијела Закон о Академији наука и умјетности Републике Српске, али Академија није конституисана све до 1996. године. Оснивачка скупштина одржана је 11. октобра 1996. године на планини Јахорини, у хотелу „Бистрица“, на којој је присуствовало 65 угледних научних радника — академика. Међу присутнима су били: академик Александар Деспић, председник САНУ, академик Драгутин Вукотић, председник ЦАНУ, академик Чедомир Попов, предсједник Огранка САНУ из Новог Сада.
Први председник Академије је био академик Петар Мандић.
Сједиште Академије наука и умјетности Републике Српске је до 1999. године било у Српском Сарајеву.

### Руководство Академије од оснивања

#### Председници Академије
- Академик Петар Мандић председник Академије од 11. октобра 1996. до 26. јуна 1999. године
- Академик Славко Леовац председник Академије од 4. маја 2000. до 5. септембра 2000. године
- Академик Веселин Перић председник Академије
- Академик Милан Васић председник Академије од 4. јула 2003. до 26. децембра 2003. године
- Академик Рајко Кузмановић председник Академије од 18. октобра 2004. до 4. јуна 2025. године
- Академик Драгољуб Мирјанић председник Академије од 4. јуна 2025. године

#### Потпредседници Академије
- Академик Славко Леовац потпредседник Академије од 11. октобра 1996. године
- Академик Веселин Перић потпредседник Академије
- Академик Бориша Старовић потпредседник Академије од 4. јула 2004. до 16. маја 2005. године
- Академик Рајко Кузмановић потпредседник Академије
- Академик Љубомир Зуковић потпредседник Академије од 21. јуна 2004. године

#### Генерални секретари Академије
- Академик Војин Комадина генерални секретар Академије 11. октобра 1996. до 9. фебруара 1997. године
- Академик Бориша Старовић генерални секретар Академије од 27. марта 1998. до 4. маја 2000. године
- Академик Драгољуб Мирјанић генерални секретар Академије

## Организација Академије наука и умјетности Републике Српске

### Органи управљања Академијом
- Скупштина Академије
  - Статут Академије
- Председништво Академије

1. председник
2. два потпредседника
3. генерални секретар
4. један члан Председништва
5. секретари одјељења

- Председник Академије
- Извршни одбор Председништва Академије

1. председник
2. два потпредседника
3. генерални секретар

### Организација Академије
Чланови Академије наука и умјетности Републике Српске распоређени су у четири Одељења:
- Одјељење друштвених наука, секретар академик Драго Бранковић

1. Одбор за историјске науке
2. Одбор за правне науке
3. Одбор за филозофско-педагошке науке
4. Одбор за економске науке

- Одјељење за књижевност и умјетност, секретар академик Слободан Реметић

1. Одбор за књижевност
2. Одбор за језик
3. Одбор за умјетност

- Одјељење природно-математичких и техничких наука, секретар академик Бранко Шкундрић

1. Одбор за биотехничке науке
2. Одбор за геонауке

- Одјељење медицинских наука, секретар академик Дренка Шећеров-Зечевић

1. Одбор за кардиоваскуларну патологију
2. Одбор за хируршке дисциплине
3. Одбор за репродуктивно здравље и демографију

#### Одбори и комисије
- Одбор за издавачку дјелатност
- Одбор за међународну сарадњу
- Одбор за координацију научне дјелатности
- Одбор за библиотеку и документацију

#### Институти
- Институт за историју
- Институт за друштвена истраживања
- Институт за језик и књижевност

## Чланови Академије
Академија у свом саставу има четири главна одјељења, одборе, центре и институте у којима ради око 150 научних радника, универзитетских професора, истраживача и других стручњака. Од тога је 35 чланова Академије (редовни, дописни и инострани чланови).

### Академици
- Рајко Кузмановић
- Раде Михаљчић
- Слободан Реметић
- Војислав Максимовић
- Милорад Екмечић
- Алекса Буха
- Десанка Ковачевић-Којић
- Момчило Капор
- Рајко Петров Ного
- Гојко Ђого

## Научни скупови
- Република Српска — 15 година опстанка и развоја, 26–27. јуна 2007. године у Бањалуци
- Република Српска — десет година Дејтонског мировног споразума, 12–13. мај 2005. године у Бањалуци